# Hugo Colace
Hugo Roberto Colace (Buenos Aires, 6 gennaio 1984) è un allenatore di calcio ed ex calciatore argentino, di ruolo centrocampista.

## Caratteristiche tecniche
Considerato uno dei giovani argentini più promettenti degli inizi degli anni 2000, era un centrocampista centrale mancino di attitudini difensive.

## Carriera

### Giocatore

#### Club
Cresce calcisticamente nell'Argentinos Juniors, club della sua città natale dove ha modo di esordire nella massima serie argentina nel 2001 all'età di 17 anni giocando quattro stagioni. Nel 2005, dopo un breve periodo di prova nel Piacenza, passa al Newell's Old Boys nel quale gioca due stagioni con 32 presenze ed una rete; nel 2007 passa in prestito all'Estudiantes (LP) dove scende in campo in 5 occasioni. Il 30 agosto 2008 va di nuovo in prestito in Brasile al Flamengo dove riesce a vincere il suo primo trofeo di club, il Campionato Carioca 2008.
Nel giugno 2008 approda in Europa, ingaggiato dal Barnsley con cui disputa tre campionati di Football League Championship. Viene eletto giocatore dell'anno nel campionato 2009-2010, durante il quale realizza complessivamente 8 reti. In seguito milita per una stagione in Messico (Tecos) e per pochi mesi in Francia nell'Auxerre.
Complice un'operazione al ginocchio, resta fermo fino all'estate 2014; fa ritorno in Argentina e riprende l'attività con gli All Boys, proseguendo la carriera con squadre delle serie inferiori in Paraguay, Gibilterra e Portogallo. Nel gennaio 2018 approda in Italia, in Serie D con i siciliani del Paceco, e nella stagione successiva si divide tra Siderno e Orvietana.
Dopo un breve ritorno a Gibilterra con il Mons Calpe, nel 2020 si trasferisce in Galles al Bangor City, gestito dall'imprenditore italiano Domenico Serafino (proprietario della Sambenedettese). Conclude la carriera agonistica disputando 4 partite nel campionato di Cymru North (terza divisione gallese) interrotto dalla pandemia di COVID-19.

#### Nazionale
Nel 2001 ha fatto parte della Nazionale Argentina Under-17 raccogliendo 5 presenze e segnando 2 reti, mentre nel 2003 è stato convocato dall'Under-20 riuscendo a vincere i Giochi panamericani e il Campionato sudamericano Under-20 scendendo in campo 7 volte.

### Allenatore
Contestualmente al ritiro dall'attività agonistica, gli viene affidata la panchina del Bangor City. Viene licenziato nell'ottobre 2021, a seguito di contrasti interni e nel contesto della difficile situazione societaria che porterà la squadra ad essere sospesa dal campionato.

## Palmarès

### Club
- Campionato Carioca: 1

Flamengo: 2008

### Nazionale
- Giochi panamericani: 1

Santo Domingo 2003
- Campionato sudamericano Under-20: 1

2003